# 上村 (熊本県球磨郡)
上村（うえむら）は、かつて熊本県の南東部、球磨郡にあった村。
2003年4月1日、同郡内の免田町、岡原村、須恵村、深田村と新設合併し、あさぎり町となった。現在、旧村域はあさぎり町上地区となっている。

## 地理
上村は熊本県の南東部に位置し、村内を免田川が流れる。村の南部はほとんどが山岳地帯である。
- 山：白髪岳
- ダム：清願寺ダム

## 歴史
- 1889年（明治22年）4月1日 - 町村制施行により発足。
- 1895年（明治28年）12月7日 - 皆越村を編入。
- 2003年（平成15年）4月1日 - 免田町、岡原村、須恵村、深田村と合併し、あさぎり町となり消滅。

## 村長
- 池松豊記（1900年11月 - ）

## 教育
- 熊本県立南稜高等学校
- 上村立上中学校
- 上村立上小学校
  - 上村立上小学校皆越分校

## 交通

### 道路
- 熊本県道43号錦湯前線
- 熊本県道260号皆越免田線

## 出身著名人
- 松村祥史（参議院議員）
- 恒松聡美（アナウンサー）

## ゆかりのある著名人
- 内村光良（タレント・ウッチャンナンチャン） - 旧上村生まれ、人吉市育ち
- 三上慶子（作家、能楽評論家） - 戦時中、旧上村に疎開